# Club Deportivo Pavas
 Club Deportivo Pavas fue un club de fútbol de Costa Rica, con sede en la ciudad de San José. Fue fundado en 2000.

## Historia
Se crea en el año 2000 como un proyecto para jóvenes de la Zona de Pavas, inicia su trayectoria en los torneos regionales donde logra el campeonato de la  Zona B de San José para participar en la Primera División de LINAFA en la temporada 2017-2018. 
Para la temporada 2021-2022 se corona campeón del clausura 2022 al derrotar a Quepos Cambute FC en el global 1-0 y obligar a una gran final para disputar el ascenso a la Segunda División de Costa Rica. En la ida de la gran final contra Quepos Cambute FC, ambos equipos reciben una anotación de cada uno dejando la moneda en el aire con el marcador 1-1, en el segundo partido del cual se define el ascenso a Segunda División de Costa Rica, en los tiempos prórroga, Quepos Cambute FC anota el gol al minuto 106  que pone el marcador 1-0, con este último gol realizado, Pavas es derrotado con el marcador global 2-1, perdiéndose la oportunidad de ascender a la Segunda División de Costa Rica.
Para la temporada 2022-2023 se corona campeón del Apertura 2022 al derrotar a San Carlos F.C en la final con un global de 2 por 0. 
En el Clausura 2023, es eliminado en la fase de cuartos de final por el conjunto del PFA Antioquia, por lo que jugará una Gran Final precisamente ante mismo equipo por el ascenso a la Segunda División de Costa Rica.
En la Final de la Temporada 2022-2023, en el juego de ida en el Estadio Ernesto Rohrmoser, terminan igualando sin goles, ya en la vuelta jugado en el "Cuty" Monge de Desamparados, terminó cayendo en el global 2 a 1 ante PFA Antioquia, y con eso pierde la oportunidad de ascender a la Segunda División de Costa Rica.

## Retiro de LINAFA en temporada 2025-2026
En junio del 2025 anuncian que no continuarán con el proyecto en la Temporada 2025-2026, debido a la salida de patrocinadores y al poco apoyo por parte de instituciones, por lo cual no quedaron inscritos para esa temporada. 

## Uniforme
- Uniforme titular: Camiseta azul con rayas rojas, pantalón azul, medias rojas.
- Uniforme reserva: Camisa, pantalón y medias rojas

## Palmarés

### Torneos nacionales
- Campeón Liga Nacional San José (1): 2018
- Campeón Liga Nacional Acosta (1): 2020
- Campeón Clausura 2022 Tercera División de Costa Rica (1): 2021-2022
- Campeón Apertura 2022 Tercera División de Costa Rica (1): 2022-2023

| Competiciones nacionales       | Títulos | Subcampeonatos   |
| ------------------------------ | ------- | ---------------- |
| Tercera División de Costa Rica |         | 2021-22, 2022-23 |